# Ларс Маттссон
Ларс Антон Маттссон (швед. Lars Mattsson; нар. 17 січня 1932) - шведський гірськолижник. Змагався в чоловічому швидкісному спуску на зимових Олімпійських іграх 1956 року.